# Chế độ tổng tài Pháp
 Chế độ tổng tài (tiếng Pháp: Le Consulat) là chính phủ cấp cao nhất của Đệ Nhất Cộng hòa Pháp kể từ sự sụp đổ của Chế độ đốc chính trong cuộc Đảo chính ngày 18 tháng Sương mù (tức ngày 10 tháng 11 năm 1799 theo Công lịch) cho đến khi Napoleon Bonaparte thành lập Đệ Nhất Đế chế Pháp vào ngày 18 tháng 5 năm 1804. Nói rộng ra, thuật ngữ Chế độ tổng tài chính là đề cập đến giai đoạn này trong lịch sử nước Pháp.
Trong thời kỳ này, Napoléon Bonaparte, với tư cách là Đệ nhất Tổng tài (Tổng tài quyền lực nhất), tự khẳng định mình là người đứng đầu một chính phủ cộng hòa tập trung, chuyên quyền và độc tài hơn ở Pháp trong khi không tuyên bố mình là người cai trị duy nhất. Do các thể chế lâu đời được thành lập trong những năm này, Robert B. Holtman đã gọi chế độ Tổng tài là "một trong những thời kỳ quan trọng nhất của toàn bộ lịch sử nước Pháp" và đã được xem là một chế độ độc tài quân sự.

## Sự sụp đổ của chế độ Đốc chính

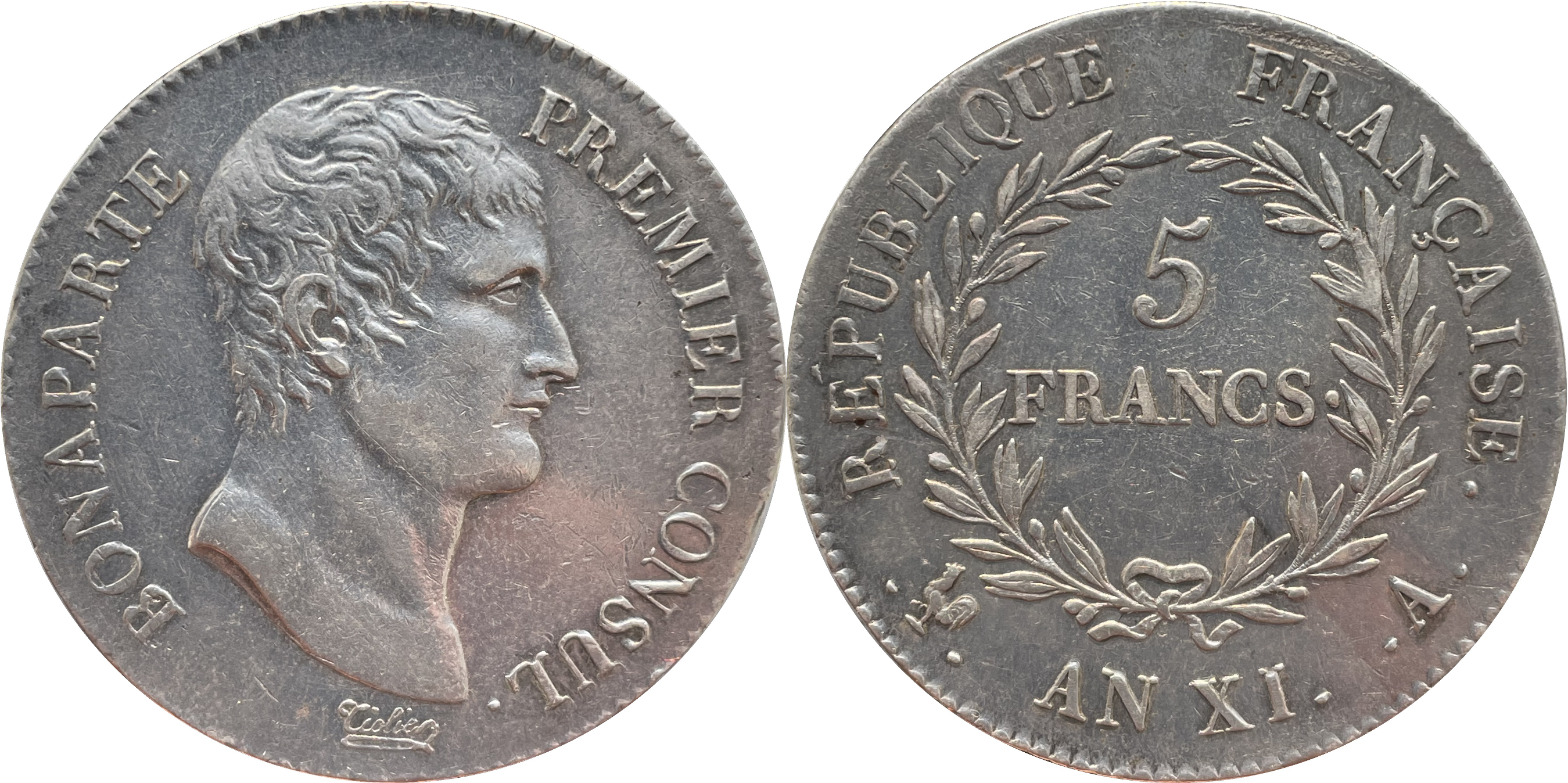
Xu bạc: 5fr Pháp được đúc dưới thời Chế độ Tổng tài, với mặt trước đồng xu là chân dung của Đệ Nhất Tổng tài Napoleon Bonaparte, năm 1802

Các thảm họa quân sự của Pháp năm 1798 và 1799 đã làm rung chuyển chính phủ Đốc chính, và cuối cùng là phá hủy nó vào tháng 11 năm 1799. Các nhà sử học đôi khi xác định thời điểm bắt đầu sự sụp đổ chính trị của chế độ Đốc chính là ngày 18 tháng 6 năm 1799 (Đảo chính ngày 30 tháng Đồng cỏ VII theo Lịch Cộng hòa Pháp). Đó là khi Đốc chính chống Jacobin Emmanuel Joseph Sieyès, chỉ sau một tháng tại vị, với sự giúp đỡ của thành viên ban đầu duy nhất còn sống của chế độ Đốc chính là Paul Barras, cũng là một người chống Jacobin, đã loại bỏ thành công 3 đốc chính đương nhiệm khác khi đó. Cuộc bầu cử tháng 3-tháng 4 năm 1799 cho hai hội đồng đã tạo ra đa số Neo-Jacobin mới trong hai cơ quan lập pháp, và không hài lòng với chính phủ Đốc chính 5 người hiện có, đến ngày 5 tháng 6 năm 1799, các hội đồng lập pháp này đã phát hiện ra sự bất thường trong cuộc bầu cử Đốc chính Jean Baptiste Treilhard, do đó đã nghỉ hưu để ủng hộ Louis-Jérôme Gohier, một Jacobin 'đồng điệu' hơn với tình cảm trong hai hội đồng lập pháp. Ngay ngày hôm sau, 18 tháng 6 năm 1799, những người chống Jacobin, gồm có Philippe-Antoine Merlin (Merlin de Douai) và Louis-Marie de La Revellière-Lépeaux cũng bị buộc phải từ chức, mặc dù một người chống Jacobin lâu năm, nổi tiếng vì sự xảo quyệt, vẫn sống sót sau cuộc đảo chính ngày hôm đó; họ được thay thế bởi một người Jacobin là Nam tước Jean-François-Auguste Moulin và bởi một Jacobin không phải Jacobin, hay còn gọi là Jacobin 'yếu', Roger Ducos. Ba Đốc chính mới thường được giới thượng lưu chống Jacobin ở Pháp coi là những tổ chức phi thực thể, nhưng chính giới thượng lưu đó có thể cảm thấy an ủi khi biết rằng Ban Đốc chính 5 người vẫn nằm trong tay phe chống Jacobin, nhưng với đa số đã giảm.
Thêm một vài thảm họa quân sự, các cuộc nổi dậy của phe bảo hoàng ở miền Nam, những xáo trộn của Chouannerie ở hàng chục tỉnh phía Tây nước Pháp (chủ yếu ở Brittany, Maine và cuối cùng là Normandy), những âm mưu của phe bảo hoàng, và cái kết đã chắc chắn xảy ra. Để xoa dịu dân chúng và bảo vệ biên giới, các biện pháp khủng bố thông thường của Cách mạng Pháp (chẳng hạn như luật con tin) là cần thiết hơn cả. Chính phủ Đốc chính mới, do phe chống Jacobin Sieyès lãnh đạo, đã quyết định rằng việc sửa đổi hiến pháp sẽ cần có "một người đứng đầu" (của chính ông ta) và "một thanh kiếm" (một vị tướng ủng hộ ông ta). Jean Victor Moreau không thể đạt được vị trí "thanh kiếm" của Đốc chính, Sieyès ưa chuộng Barthélemy Catherine Joubert; nhưng khi Joubert bị giết trong trận Novi (15 tháng 8 năm 1799), ông quay sang cầu cứu Tướng Napoléon Bonaparte.
Mặc dù Guillaume Marie Anne Brune và André Masséna đã giành chiến thắng trong Trận Bergen và Zürich, và mặc dù Đồng minh của Liên minh thứ hai vẫn nán lại biên giới như họ đã làm sau Trận Valmy, nhưng vận may của Chế độ Đốc chính vẫn chưa được khôi phục. Thành công được dành cho Bonaparte, ông bất ngờ đổ bộ vào Fréjus với uy tín nhờ những chiến thắng ở phương Đông, và bây giờ, sau cái chết của Hoche (1797), Napoleon xuất hiện với tư cách là người chỉ huy duy nhất của quân đội.
Trong Đảo chính ngày 18 tháng Sương mù (9 tháng 11 năm 1799), Napoléon đã chiếm quyền lực nghị viện và quân sự của Pháp trong một cuộc đảo chính kép, buộc các Đốc chính đương nhiệm của chính phủ phải từ chức. Vào đêm ngày 19 tháng Sương mù (10 tháng 11 năm 1799), tàn dư của Hội đồng Ancient đã bãi bỏ Hiến pháp năm III, phong chức Tổng tài và hợp pháp hóa cuộc đảo chính ủng hộ Bonaparte bằng Hiến pháp năm VIII.

## Chính phủ mới
Cuộc đảo chính Ngày 18 tháng Sương mù ban đầu dường như là một thắng lợi cho Sieyès hơn là cho Bonaparte. Sieyès là người đề xuất một hệ thống chính quyền mới cho nền Cộng hòa, và cuộc đảo chính ban đầu dường như chắc chắn sẽ khiến hệ thống của ông có hiệu lực. Sự thông minh của Bonaparte nằm ở việc đối chiếu kế hoạch của Pierre Claude François Daunou với kế hoạch của Sieyès, và chỉ giữ lại những phần của mỗi kế hoạch có thể phục vụ cho tham vọng của ông.

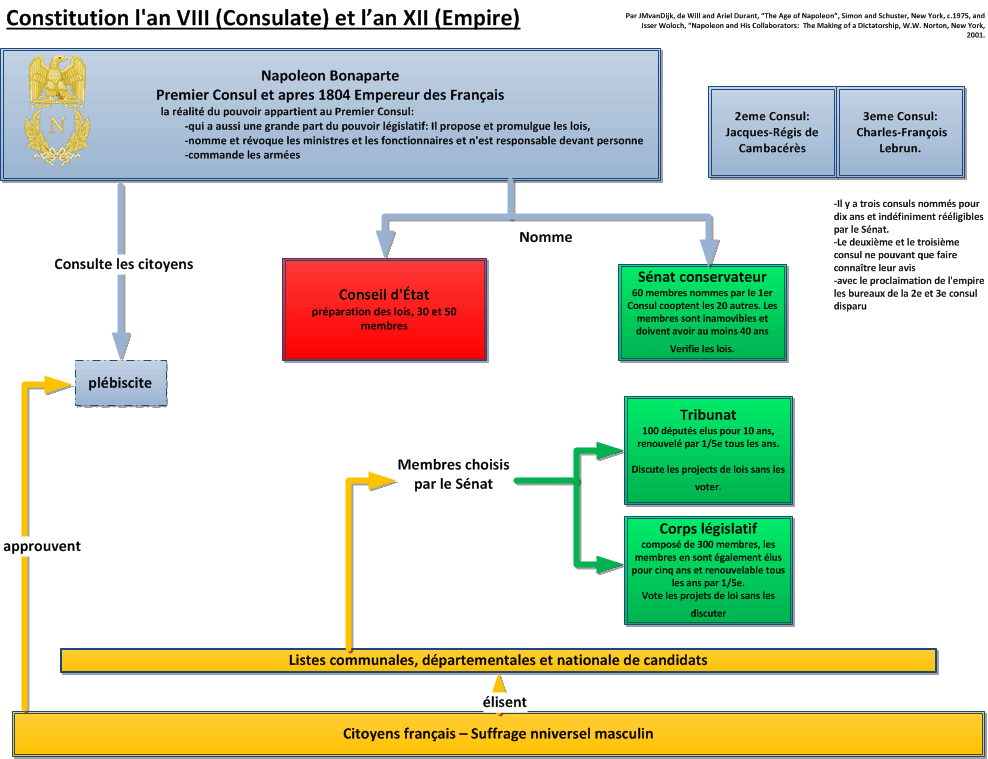
Hiến pháp năm VIII và sau đó của Đế quốc Pháp

Chính phủ mới bao gồm ba hội đồng Nghị viện: Hội đồng Nhà nước soạn thảo các dự luật, Hội đồng Tribune không thể bỏ phiếu về các dự luật mà thay vào đó tranh luận về chúng, và Corps législatif, các thành viên của họ không thể thảo luận về các dự luật nhưng có thể bỏ phiếu về số phận chúng sau khi xem xét hồ sơ tranh luận của Tribune. Thượng viện bảo thủ (Sénat conservateur) là cơ quan chính phủ ngang hàng với ba hội đồng lập pháp nói trên và sẽ xác minh các dự thảo luật, đồng thời trực tiếp tư vấn cho Đệ nhất Tổng tài về ý nghĩa của các dự luật đó. Quyền hành pháp cuối cùng được trao cho ba Tổng tài, những người được giữ nhiệm kỳ 10 năm. Quyền bầu cử phổ thông vẫn được giữ lại, mặc dù bị cắt xén do danh sách những người đáng chú ý (dựa vào đó các thành viên của Hội đồng sẽ được Thượng viện lựa chọn). Bốn cơ quan chính phủ nói trên vẫn được giữ lại theo Hiến pháp năm XII, công nhận Napoléon là Hoàng đế có chủ quyền của Pháp, nhưng quyền lực tương ứng của họ đã bị suy giảm đáng kể.
Napoléon phủ quyết ý tưởng ban đầu của Sieyès về việc có một Đại tuyển hầu (Grand Elector) duy nhất làm hành pháp tối cao và Nguyên thủ quốc gia. Sieyès đã có ý định giữ vị trí quan trọng này cho mình, và bằng cách từ chối chiếc ghế này, Napoléon đã giúp củng cố quyền lực của các quan chấp chính, một chức vụ mà ông sẽ đảm nhận. Napoléon cũng không chỉ đơn giản bằng lòng trở thành một phần của một chế độ tam hùng ngang bằng. Theo năm tháng, ông sẽ chuyển sang củng cố quyền lực của mình với tư cách là Đệ nhất Tổng tài, và vẫn để lại hai Tổng tài khác, Jean-Jacques-Régis de Cambacérès và Charles-François Lebrun, cũng như các Hội đồng, yếu đuối và khúm núm.
Bằng cách củng cố quyền lực, Bonaparte đã có thể biến hiến pháp quý tộc của Sieyès thành một chế độ độc tài không công khai.
Vào ngày 7 tháng 2 năm 1800, một cuộc trưng cầu dân ý đã xác nhận hiến pháp mới. Nó trao toàn bộ quyền lực thực sự vào tay Đệ nhất Tổng tài, chỉ để lại vai trò danh nghĩa cho hai Tổng tài còn lại. Theo kết quả được công bố, toàn bộ 99,9% cử tri đã chấp thuận đề xuất này.
Trong khi sự nhất trí này chắc chắn vẫn còn là một câu hỏi, Napoléon thực sự được nhiều cử tri yêu mến, và sau một thời gian xung đột, nhiều người ở Pháp đã yên tâm trước những lời đề nghị hòa bình rực rỡ nhưng không thành công của ông cho Liên minh thứ hai chiến thắng, việc ông nhanh chóng giải giáp La Vendée và bài nói chuyện của ông về sự ổn định của chính phủ, trật tự, công lý và sự điều độ. Ông mang đến cho mọi người cảm giác rằng nước Pháp một lần nữa được cai trị bởi một chính khách thực sự, và cuối cùng một chính phủ có thẩm quyền đã nắm quyền.

## Sự củng cố quyền lực của Napoléon

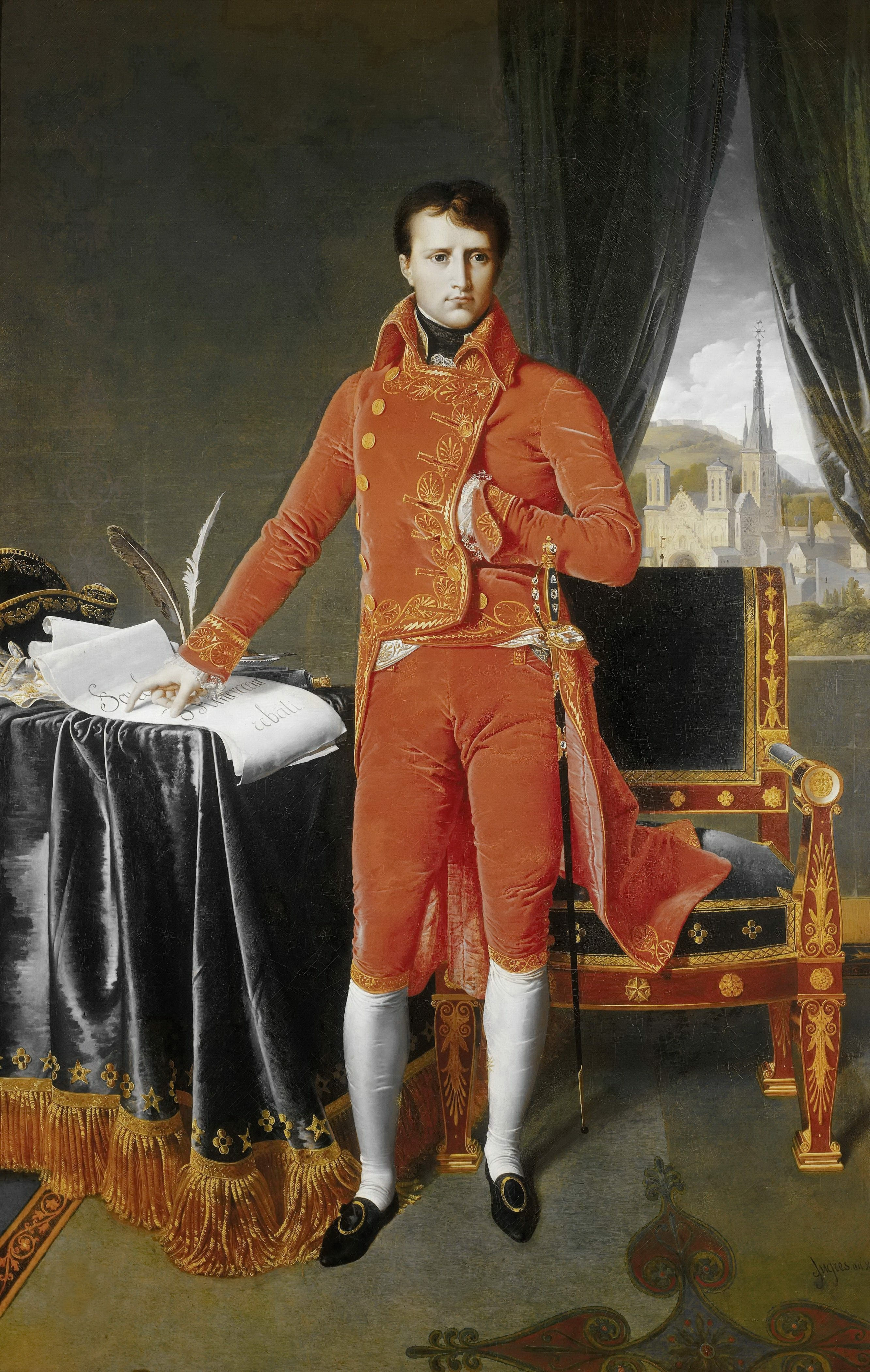
Tranh Đệ nhất Tổng tài Bonaparte, được vẽ bởi Jean-Auguste-Dominique Ingres

Bonaparte cần phải loại bỏ Sieyès và những người cộng hòa không muốn giao chính phủ cộng hòa cho một người, đặc biệt là Moreau và Masséna, những đối thủ quân sự của ông. Chiến thắng trong Trận Marengo (14 tháng 6 năm 1800) tạm thời ở thế cân bằng, nhưng được đảm bảo bởi Louis Desaix và François Christophe Kellermann, đã mang đến một cơ hội nữa cho tham vọng của ông ấy bằng cách ngày càng nổi tiếng. Âm mưu bảo hoàng ở Rue Saint-Nicaise vào ngày 24 tháng 12 năm 1800 đã cho phép ông ta quét sạch những người cộng hòa dân chủ, những người dù vô tội nhưng vẫn bị trục xuất đến Guiana thuộc Pháp. Ông bãi bỏ các Hội đồng và biến Thượng viện thành toàn quyền trong các vấn đề hiến pháp.
Hiệp ước Lunéville, được ký vào tháng 2 năm 1801 với Áo (đã bị tước khí giới sau chiến thắng của Moreau tại Trận Hohenlinden), khôi phục hòa bình cho châu Âu, trao gần như toàn bộ Bán đảo Ý cho Pháp, và cho phép Bonaparte loại khỏi Hội đồng tất cả những người lãnh đạo phe đối lập trong cuộc thảo luận về Bộ luật Dân sự. Hiệp ước 1801 (Concordat of 1801), được soạn thảo không phải vì lợi ích của Giáo hội và Lãnh địa Giáo hoàng mà vì chính sách của chính ông, bằng cách mang lại sự hài lòng cho tình cảm tôn giáo của đất nước, đã cho phép ông lật đổ Giáo hội dân chủ lập hiến, để tập hợp sự trung thành của nông dân xung quanh mình, và trên hết là tước bỏ vũ khí tốt nhất của những người theo phe bảo hoàng. Các bài viết về luật quản lý việc thờ tự cộng cộng ở Pháp đã khôi phục lại một Giáo hội phục tùng chính phủ, tước đoạt các khoản thu nhập của Giáo hội, vị trí của Giáo hội là tôn giáo của nhà nước.
Hòa ước Amiens (25 tháng 3 năm 1802) với Vương quốc Liên hiệp Anh và Ireland, trong đó các đồng minh của Pháp, Tây Ban Nha và Cộng hòa Batavia, đã trả mọi phí tổn, cuối cùng đã tạo cho người hòa giải một cái cớ để cấp cho mình quyền Tổng tài, không phải 10 năm mà là cả đời, như một sự đền đáp của quốc gia. Rubicon đã bị vượt qua vào ngày hôm đó: Cuộc hành quân đến đế chế của Bonaparte bắt đầu với Hiến pháp của Năm X ngày 16 tháng Thermidor hoặc ngày 4 tháng 8 năm 1802.
Vào ngày 2 tháng 8 năm 1802 (ngày 14 tháng Thermidor, năm X), một cuộc trưng cầu dân ý toàn quốc lần thứ hai được tổ chức, lần này để xác nhận Napoléon là "Đệ nhất Tổng tài suốt đời". Once again, a vote claimed 99.7% approval.
Khi Napoléon tăng cường quyền lực, ông đã mượn nhiều kỹ thuật của Ancien Régime trong hình thức chính phủ một người mới của mình. Giống như chế độ quân chủ cũ, ông tái lập các đặc mệnh toàn quyền (plenipotentiaries); các phương pháp hành chính và quan liêu quá tập trung, thực dụng nghiêm ngặt, và một chính sách mang tính học thuật mang tính mô phạm phụ thuộc đối với các trường đại học của quốc gia. Ông đã xây dựng hoặc củng cố các quỹ cần thiết cho các thể chế quốc gia, chính quyền địa phương, hệ thống tư pháp, các cơ quan tài chính, ngân hàng, bộ luật, truyền thống về lực lượng lao động tận tâm và có kỷ luật.
Pháp được hưởng mức độ hòa bình và trật tự cao dưới thời Napoléon, điều này đã giúp nâng cao tiêu chuẩn thoải mái. Trước đó, Paris thường xuyên phải chịu đói khát, thiếu lửa và ánh sáng, nhưng dưới thời Napoléon, lương thực trở nên rẻ và dồi dào, trong khi thương mại thịnh vượng và tiền lương tăng cao. Sự hào hoa và sang trọng của những người giàu có mới được trưng bày trong các phòng khách của Joséphine tốt bụng, Madame Tallien xinh đẹp và Juliette Récamier "thần thánh".
Để củng cố bộ máy nhà nước, Napoléon đã tạo ra trật tự ưu tú của Légion d'honneur (Quân đoàn danh dự), Concordat, và khôi phục các loại thuế gián tiếp, một hành động được coi là phản bội Cách mạng.
Napoléon phần lớn đã có thể dập tắt sự bất đồng chính kiến trong chính phủ bằng cách trục xuất những người chỉ trích ông mạnh mẽ hơn, chẳng hạn như Benjamin Constant và Madame de Staël. Cuộc Viễn chinh đến Saint-Domingue đã khiến quân đội cộng hòa trở nên vô hiệu hoá. Chiến tranh liên miên đã làm mất tinh thần và phân tán các nhà lãnh đạo quân đội, những người ghen tị với "đồng chí" Bonaparte của họ. Thử thách lớn cuối cùng đối với quyền lực của Napoléon đến từ Moreau, người đã bị tổn hại trong một âm mưu bảo hoàng; ông ấy cũng bị đi đày.
Ngược lại với sự phản đối của các thượng nghị sĩ và các tướng lĩnh cộng hòa, phần lớn dân chúng Pháp vẫn không phê phán quyền lực của Bonaparte. Thời đại Napoléon bắt đầu từ đây khi ông trở thành quan chức của nhà nước Pháp và thành lập chế độ Tổng tài.

## Vụ Công tước xứ Enghien

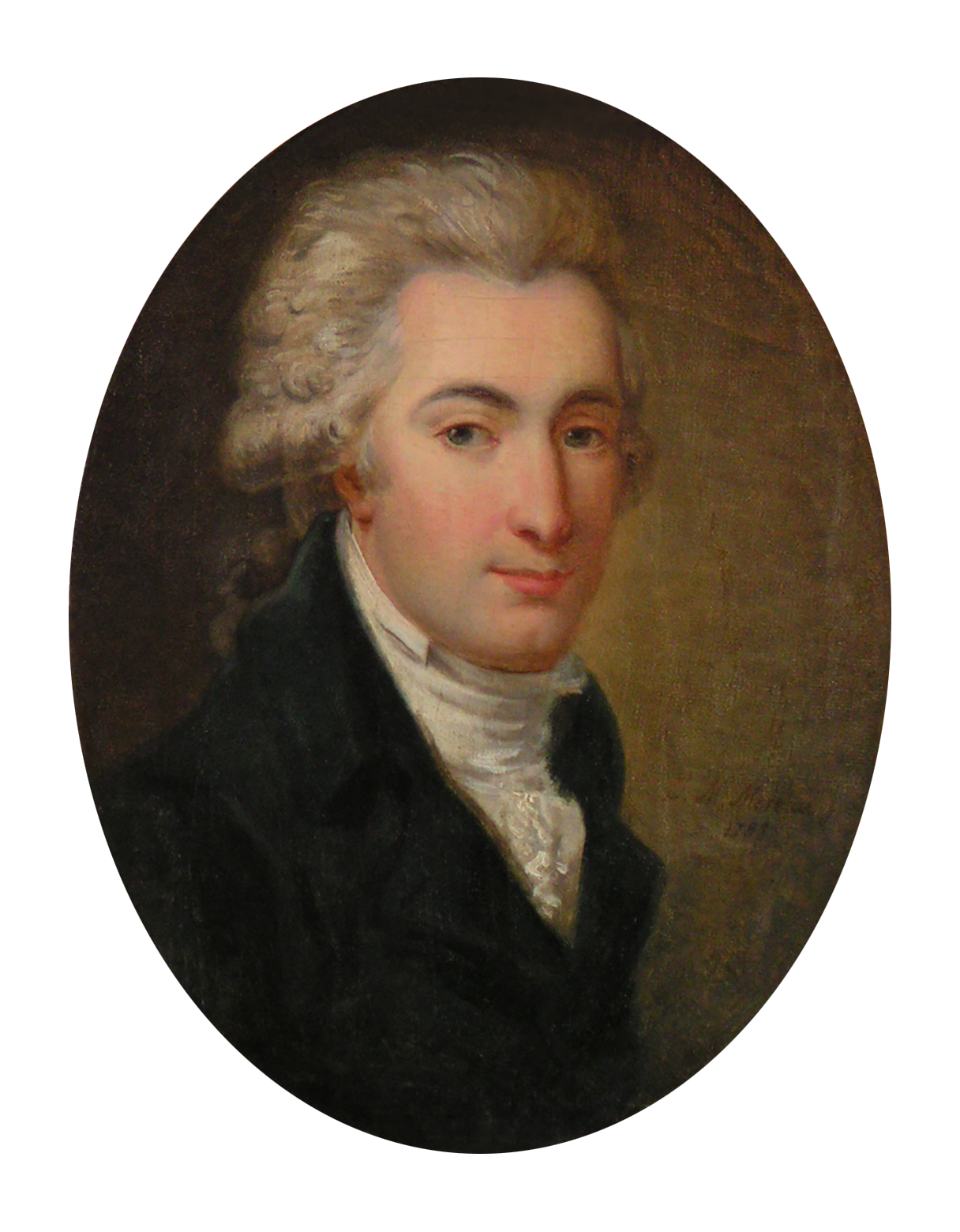
Chân dung Louis Antoine de Bourbon, Công tước xứ Enghien, được vẽ bởi Jean-Michel Moreau

Bởi vì quyền lực chính trị của Napoléon vẫn còn mong manh, những người theo chủ nghĩa Bảo hoàng Pháp đã nghĩ ra một âm mưu liên quan đến việc bắt cóc và ám sát ông ta và mời Louis Antoine de Bourbon, Công tước xứ Enghien, lãnh đạo một cuộc đảo chính trước khi khôi phục chế độ quân chủ Bourbon với Louis XVIII lên ngôi. Chính phủ Anh của Thủ tướng William Pitt the Younger đã góp phần vào âm mưu của phe Bảo hoàng này bằng cách tài trợ 1 triệu bảng Anh và cung cấp vận tải hải quân (với con tàu của Thuyền trưởng John Wesley Wright) cho những kẻ âm mưu Georges Cadoudal và Tướng Jean-Charles Pichegru để họ từ Anh trở về Pháp. Pichegru gặp Jean Victor Marie Moreau, một trong những tướng lĩnh của Napoléon và là người từng được Pichegru bảo trợ, vào ngày 28 tháng 1 năm 1804. Ngày hôm sau, một mật vụ người Anh tên là Courson bị bắt và anh ta, bị tra tấn, đã thú nhận rằng Pichegru, Moreau và Cadoudal đang âm mưu để lật đổ Tổng tài. Chính phủ Pháp tìm kiếm thêm thông tin chi tiết về âm mưu này bằng cách bắt và tra tấn Louis Picot, người hầu của Cadoudal. Joachim Murat ra lệnh đóng cổng thành Paris từ 7 giờ tối đến 6 giờ sáng trong khi Pichegru và Moreau bị bắt trong tháng tiếp theo.
Những vụ bắt giữ tiếp theo này tiết lộ rằng âm mưu của phe Bảo hoàng cuối cùng sẽ có sự tham gia tích cực của Công tước xứ Enghien, một Thân vương của Vương tộc Bourbon tương đối trẻ và do đó có thể là một người thừa kế khác của chế độ quân chủ Bourbon được khôi phục. Vào thời điểm đó, Công tước đang sống như một người Pháp di cư tại Tuyển hầu xứ Baden, nhưng ông cũng có một căn nhà thuê ở Ettenheim, gần biên giới Pháp. Có lẽ trước sự thúc giục của Talleyrand, bộ trưởng ngoại giao của Napoléon và Joseph Fouché, bộ trưởng cảnh sát của Napoléon, người đã cảnh báo rằng "không khí đầy dao găm", Đệ nhất Tổng tài đã đi đến kết luận chính trị rằng Công tước phải bị xử lý. Hai trăm lính Pháp vượt qua biên giới, bao vây nhà Công tước ở Baden và bắt giữ ông.
Trên đường trở về Pháp, d'Enghien tuyên bố rằng "ông ta đã thề căm thù Bonaparte cũng như chống lại chính phủ cộng hoà ở Pháp; ông ta sẽ tận dụng mọi cơ hội để gây chiến với họ."
Sau 3 âm mưu ám sát và tiếp tục tài trợ cho một cuộc nổi dậy được cho là ở Strasbourg, Napoléon đã có đủ bằng chứng. Dựa trên d'Enghien, người đã bị bắt giữ tại nhà riêng ở Đức và tài liệu từ cảnh sát, d'Enghien bị buộc tội là kẻ chủ mưu trong thời chiến. Anh ta bị ra lệnh xét xử bởi toà án binh, một tòa án gồm bảy đại tá ở Château de Vincennes.
D'Enghien trong khi thẩm vấn tại tòa án đã nói với họ rằng anh ta được người Anh trả 4.200 bảng Anh mỗi năm "để chống lại không phải nước Pháp mà là chống lại một chính phủ mà nơi anh sinh ra đã khiến anh trở nên thù địch." Hơn nữa, anh ấy nói rằng "Tôi đã hỏi người Anh liệu tôi có thể phục vụ trong quân đội của họ không, nhưng họ trả lời rằng điều đó là không thể: Tôi phải đợi ở sông Rhine, nơi tôi sẽ có vai trò ngay lập tức, và thực tế là tôi đang chờ đợi."
D'Enghien bị kết tội vi phạm Điều 2 của đạo luật ngày 6 tháng 10 năm 1791, với nội dung: "Bất kỳ âm mưu và mưu đồ nào nhằm gây rối loạn Nhà nước bằng nội chiến và trang bị vũ khí cho công dân chống lại nhau hoặc chống lại chính quyền hợp pháp." , sẽ bị tử hình." Anh ta bị hành quyết trong con mương của pháo đài Vincennes.
Hậu quả của vụ việc hầu như không gây chấn động ở Pháp, nhưng ở nước ngoài, nó tạo ra một cơn bão giận dữ. Nhiều người từng ủng hộ hoặc trung lập với Napoléon giờ đã quay lưng lại với ông. Nhưng Napoléon luôn nhận toàn bộ trách nhiệm trong việc cho phép hành quyết và tiếp tục tin rằng, xét về mặt cân bằng, ông đã làm điều đúng đắn.

## Các Tổng tài
| Các Tổng tài lâm thời (10 tháng 11 – 12 tháng 12 năm 1799)           | Các Tổng tài lâm thời (10 tháng 11 – 12 tháng 12 năm 1799) | Các Tổng tài lâm thời (10 tháng 11 – 12 tháng 12 năm 1799) |
| -------------------------------------------------------------------- | ---------------------------------------------------------- | ---------------------------------------------------------- |
|                                                                      |                                                            |                                                            |
| Napoleon Bonaparte                                                   | Emmanuel Joseph Sieyès                                     | Roger Ducos                                                |
| Các Tổng tài chính thức (12 tháng 12 năm 1799 – 18 tháng 5 năm 1804) |                                                            |                                                            |
|                                                                      |                                                            |                                                            |
| Napoleon Bonaparte Đệ nhất Tổng tài                                  | J.J. Cambacérès Đệ nhị Tổng tài                            | Charles-François Lebrun Đệ tam Tổng tài                    |

## Các Bộ trưởng nội các
Các Bộ trưởng trực thuộc Tổng tài, gồm có:
| Bộ                       | Bắt đầu              | Kết thúc             | Bộ trưởng                              |
| ------------------------ | -------------------- | -------------------- | -------------------------------------- |
| Bộ Ngoại giao            | 11 tháng 11 năm 1799 | 22 tháng 11 năm 1799 | Charles-Frédéric Reinhard              |
| Bộ Ngoại giao            | 22 tháng 11 năm 1799 | 18 tháng 5 năm 1804  | Charles Maurice de Talleyrand-Périgord |
| Bộ Tư pháp               | 11 tháng 11 năm 1799 | 25 tháng 12 năm 1799 | Jean-Jacques-Régis de Cambacérès       |
| Bộ Tư pháp               | 25 tháng 12 năm 1799 | 14 tháng 9 năm 1802  | André Joseph Abrial                    |
| Bộ Tư pháp               | 14 tháng 9 năm 1802  | 18 tháng 5 năm 1804  | Claude Ambroise Régnier                |
| Bộ Chiến tranh           | 11 tháng 11 năm 1799 | 2 tháng 4 năm 1800   | Louis-Alexandre Berthier               |
| Bộ Chiến tranh           | 2 tháng 4 năm 1800   | 8 tháng 10 năm 1800  | Lazare Carnot                          |
| Bộ Chiến tranh           | 8 tháng 10 năm 1800  | 18 tháng 5 năm 1804  | Louis-Alexandre Berthier               |
| Bộ Tài chính             | 11 tháng 11 năm 1799 | 18 tháng 5 năm 1804  | Martin-Michel-Charles Gaudin           |
| Bộ Cảnh sát              | 11 tháng 11 năm 1799 | 18 tháng 5 năm 1804  | Joseph Fouché                          |
| Bộ Nội vụ                | 12 tháng 11 năm 1799 | 25 tháng 12 năm 1799 | Pierre-Simon Laplace                   |
| Bộ Nội vụ                | 25 tháng 12 năm 1799 | 21 tháng 2 năm 1801  | Lucien Bonaparte                       |
| Bộ Nội vụ                | 21 tháng 2 năm 1801  | 18 tháng 5 năm 1804  | Jean-Antoine Chaptal                   |
| Bộ Hải quân và Thuộc địa | 12 tháng 11 năm 1799 | 22 tháng 11 năm 1799 | Marc Antoine Bourdon de Vatry          |
| Bộ Hải quân và Thuộc địa | 22 tháng 11 năm 1799 | 3 tháng 10 năm 1801  | Pierre-Alexandre-Laurent Forfait       |
| Bộ Hải quân và Thuộc địa | 3 tháng 10 năm 1801  | 18 tháng 5 năm 1804  | Denis Decrès                           |
| Ngoại trưởng             | 25 tháng 12 năm 1799 | 18 tháng 5 năm 1804  | Hugues-Bernard Maret, duc de Bassano   |
| Kho bạc                  | 27 tháng 9 năm 1801  | 18 tháng 5 năm 1804  | François Barbé-Marbois                 |
| Quản trị chiến tranh     | 12 tháng 3 năm 1802  | 18 tháng 5 năm 1804  | Jean François Aimé Dejean              |